# سامانه اطلاعات آرایه‌شناسی یکپارچه
سامانه اطلاعات آرایه‌شناسی یکپارچه (به انگلیسی: Integrated Taxonomic Information System) که به اختصار به آن ITIS هم می‌گویند، یک شراکت آمریکایی است که برای فراهم کردن اطلاعات منسجم و یکپارچه قابل اطمینان درباره آرایه‌شناسی گونه‌های زیستی ایجاد شده‌است. ITIS در ابتدا در سال ۱۹۹۶ به صورت یک گروه چندسازمانی در دولت فدرال ایالات متحده بنیان نهاده شد که چندین آژانس فدرالی ایالات متحده در آن مشارکت داشتند و امروزه تبدیل به یک گروه بین‌المللی شده‌است و آژانس‌های دولتی کانادا و مکزیک هم در آن مشارکت دارند.